# Рейна (Эстония)
Ре́йна (эст. Reina) — деревня в волости Сааремаа уезда Сааремаа, Эстония.
До реформы местных самоуправлений 2017 года входила в состав волости Пёйде (упразднена).

## География и описание
Расположена в северо-восточной части острова Сааремаа, в 46 км от волостного и уездного центра — города Курессааре. Высота над уровнем моря — 13 метров.  
Климат умеренный. Официальный язык — эстонский. Почтовый индекс — 94553.

## Население
По данным переписи населения 2021 года, в Рейна насчитывалось 39 жителей, из них 38 — эстонцы.
По данным переписи населения 2011 года, в деревне проживали 38 человек, все — эстонцы.
Численность населения деревни Рейна по данным переписей населения:
| Год  | 1959 | 1970 | 1979 | 1989 | 2000 | 2011 | 2021 |
| ---- | ---- | ---- | ---- | ---- | ---- | ---- | ---- |
| Чел. | 112  | ↘ 96 | ↘ 84 | ↘ 76 | ↘ 54 | ↘ 38 | ↗ 39 |

## История
В источниках 1782 года упоминается Reinomois (мыза).
Мыза Зальтак (нем. Saltack), которая получила эстонское название Рейна (эст. Reina mõis), ранее по некоторым источникам называлась также Хирш (Hiersz) или  Хюрс (Huersz). В начале XV века мыза принадлежала Вильгельму фон Эльмету (Wilhelm von Elmet), от семьи которого она перешла к Госвину Донхау (Goswin Dönhove), а с 1537 по 1723 год принадлежала Трейденам (Treyden). По другим данным, мыза перешла к Трейденам через Мёллеров (Möller) ещё в 1509 году, а Хюрс и Рейна были двумя разными мызами.  
На военно-топографических картах Российской империи (1846–1863 годы), в состав которой входила Лифляндская губерния, мыза Рейна обозначена как мз. Зальтакъ, а мыза Хюрс отсутствует. 
В 1920-х годах, после земельной реформы, на землях бывшей мызы Зальтак (Рейна) возникло поселение Рейна, в 1977 году получившее статус деревни.
В советское время на территории деревни была установлена мемориальная плита (бывший объект культурного наследия) с надписью «Здесь 5.X 1944 года в борьбе за освобождение родного острова погиб комсорг 917-го полка Эстонского стрелкового корпуса Герман Эннемуйст». Герман Эннемуйст (Herman Ennemuist) похоронен в братской могиле кладбища Сиксала. В протоколе от 30 ноября 2022 года рабочая группа по советским памятникам при Госканцелярии Эстонии признала памятник «красным монументом», подлежащим удалению из общественного пространства. Плита была ликвидирована в 2023 году (см. Список советских военных памятников Эстонии).

## Комментарии
1. ↑  Эстонские топонимы, оканчивающиеся на -а, не склоняются и не имеют женского рода (исключение — Нарва)[6].